# Argyrolepidia megisto
Argyrolepidia megisto là một loài bướm đêm trong họ Noctuidae.